# Veliki Orehek

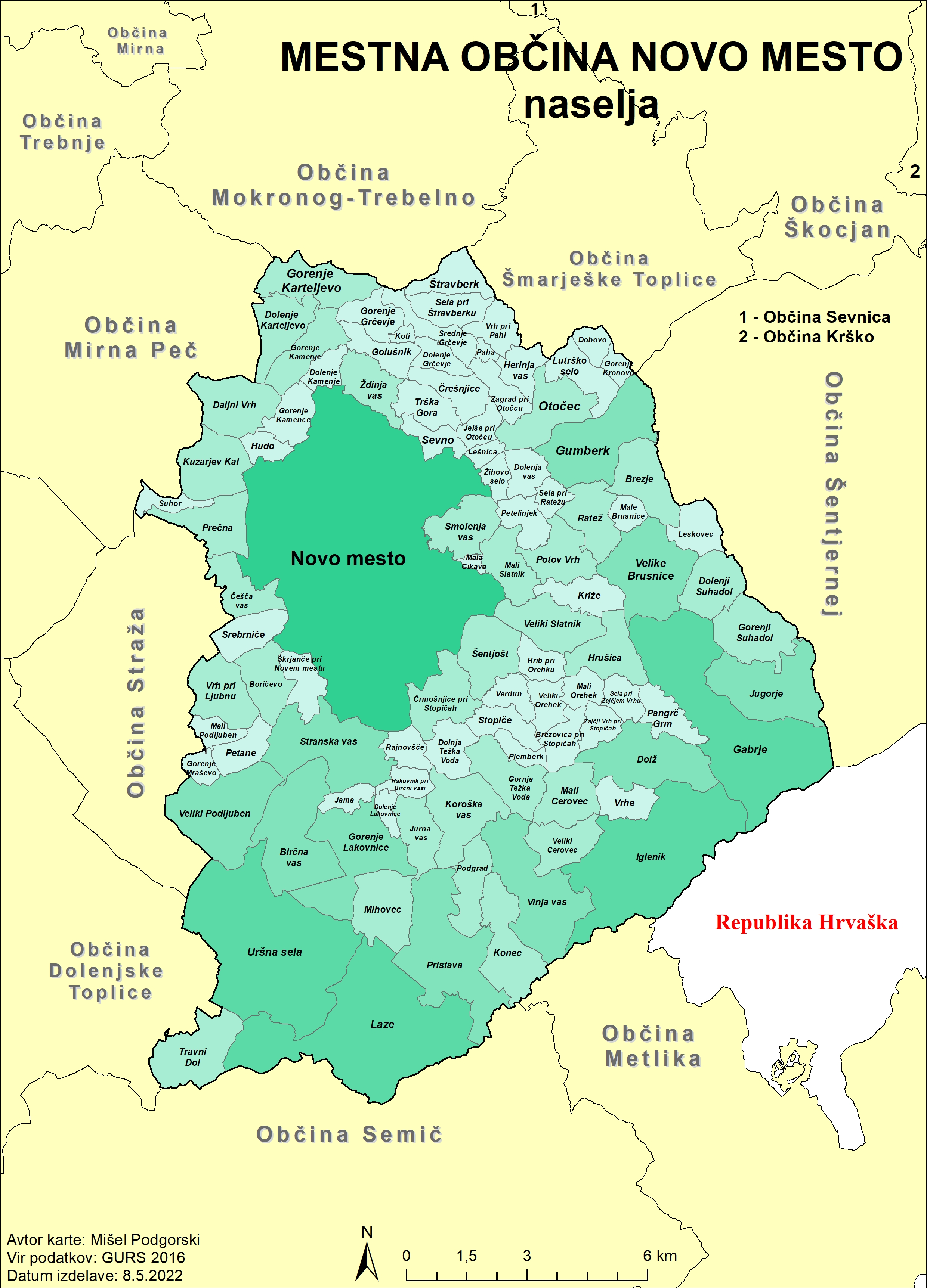
Ortschaften der Stadtgemeinde Novo mesto

Veliki Orehek (dt. Großnußdorf in der Unterkrain) ist eine Siedlung in der slowenischen Stadtgemeinde Novo mesto im Osten des Landes am Fuß des Sichelgebirges (slow. Žumberak).
Der Weiler gehört zur Ortsgemeinschaft Stopiče.